# NGC 7826
NGC 7826 في الفهرس العام الجديد، هي مجرة، تقع في كوكبة قيطس. اكتشفت في 9 ديسمبر 1784 بواسطة ويليام هيرشل.

## روابط خارجية
- NGC 7826 على موقع ويكي سكاي: DSS2, SDSS, GALEX, IRAS, Hydrogen α, X-Ray, Astrophoto, Sky Map, Articles and images